# Naya palpalis
Naya palpalis är en insektsart som först beskrevs av František Klapálek 1914.  Naya palpalis ingår i släktet Naya och familjen myrlejonsländor. Inga underarter finns listade i Catalogue of Life.